# Lasionycteris noctivagans
Lasionycteris noctivagans é uma espécie de morcego da família Vespertilionidae. Pode ser encontrada nas Bermudas, Canadá, México e Estados Unidos da América. É a única espécie do gênero Lasionycteris.